# Kaldejska sirska Cerkev
Kaldejska sirska Cerkev je naziv, ki ga ima Asirska Cerkev v Indiji. Včasih se ta Cerkev imenuje tudi Malabarska pravoslavna Cerkev.
Druga Cerkev s podobnim imenom je Kaldejska katoliška Cerkev.